# Karen Steele
Karen Steele (* 20. März 1931 in Honolulu, Hawaii; † 12. März 1988 in Kingman, Arizona) war eine US-amerikanische Schauspielerin.

## Leben
Karen Steele wurde als Tochter von Percy Davis Steele und Ruth Covey Merritt in Honolulu geboren. Ihr Vater stammte aus Boston, war englischer Abstammung und wurde später in seiner Funktion als Offizier der Marines zum Assistant Administrator der Marshallinseln ernannt. Ihre Mutter stammte aus Kalifornien und war dänischer und französischer Abstammung. Während ihrer Jugend auf Hawaii erlernte Karen Steele die Japanische und Polynesische Sprache. Später studierte sie an der University of Hawaiʻi und für ein Jahr Schauspiel am Rollins College in Florida. Zeitweise verdiente sich Steele als Haijägerin an der Bucht des Anwesens von Barbara Hutton ihr Geld.
Nachdem Steele ab 1953 erstmals in Film- und Fernsehproduktionen zu sehen war, spielte sie bald größere Nebenrollen und war vereinzelt auch in Hauptrollen zu sehen. So spielte sie in Filmen wie Marty, Fahrkarte ins Jenseits und Happy End für eine Ehe mit, genauso wie in vereinzelten Folgen von Fernsehserien wie Bonanza, Raumschiff Enterprise und Ein Käfig voller Helden. Mit zunehmendem Alter war sie seltener in Spielfilmen und vermehrt im Fernsehen zu sehen, wobei sie auch vermehrt Werbespots drehte. Bis 1970 kam sie somit auf über 75 unterschiedliche Film- und Fernsehproduktionen. Anfang der 1970er Jahre lehnte sie einen Serienauftritt mit einer Bezahlung von 78,000 $ ab, da sie auf einer Tournee in repräsentativer Funktion in mehreren Krankenhäusern im Südpazifik war. Sie verlor ihren Hollywoodagenten und ihre Schauspielkarriere war praktisch beendet.
Nach ihrer Schauspielkarriere zog Steele nach Golden Valley, Arizona. Sie heiratete Dr. Maurice Boyd Ruland, einen Psychiater am Mohave Mental Health Clinic. Die Ehe hielt bis zu ihrem Tod am 12. März 1988. Im Alter von 56 Jahren verstarb sie an den Folgen ihrer Krebserkrankung.

## Filmografie (Auswahl)
- 1953: Die Tränen des Clowns (The Clown)
- 1955: Marty
- 1956: Einst kommt die Stunde (Toward the Unknown)
- 1956: Haie greifen an (The Sharkfighters)
- 1957: Fahrkarte ins Jenseits (Decision at Sundown)
- 1957: Steig aus bei 43000 (Bailout at 43,000)
- 1959: Auf eigene Faust (Ride Lonesome)
- 1959: Messer an der Kehle (Westbound)
- 1960: J.D., der Killer (The Rise and Fall of Legs Diamond)
- 1961: Bonanza (Fernsehserie, eine Folge)
- 1962: Ein Rucksack voller Ärger (40 Pounds of Trouble)
- 1962: Tausend Meilen Staub (Rawhide, Fernsehserie, eine Folge)
- 1966: Cyborg 2087
- 1966: Raumschiff Enterprise (Star Trek, Fernsehserie, eine Folge)
- 1969: Ein Käfig voller Helden (Hogan’s Heroes, Fernsehserie, eine Folge)
- 1969: Happy End für eine Ehe (The Happy Ending)